# Divindades egípcias antigas na cultura popular
Divindades egípcias antigas que apareceram na cultura popular incluem Sete, Tote, Quespisiquis, Ra e Hórus.